# جون جنكينز
جون جنكينز (بالإنجليزية: John Jenkins)‏ مواليد 6 مارس 1991، هو لاعب كرة سلة أمريكي يلعب مع فريق أتلانتا هوكس في الرابطة الوطنية لكرة السلة ويحمل الرقم 12. يبلغ طوله 6 قدم 4 بوصة (1.9 م).

## فرق لعب لها
- أتلانتا هوكس

## روابط خارجية
- جون جنكينز على موقع إن بي أي (الإنجليزية)
- جون جنكينز على موقع سبورتس رفرنس (الإنجليزية)
- جون جنكينز على موقع الدوري الإسباني لكرة السلة (الإسبانية)
- جون جنكينز على موقع كرة السلة الأوروبية.كوم (الإنجليزية)
- جون جنكينز على موقع إي إس بي إن.كوم (الإنجليزية)
- جون جنكينز على موقع كلية كرة السلة في سبورتس رفرنس.كوم (الإنجليزية)
- جون جنكينز على موقع ريلجم (الإنجليزية)
- جون جنكينز على موقع بروبوليرز (الإنجليزية)
- جون جنكينز على موقع سبورتس رفرنس (الإنجليزية)
- جون جنكينز على موقع سبورتس رفرنس (الإنجليزية)